# Bad Friends
『Bad Friends』（バッド・フレンズ）は、阿久悠の作詞によるピンク・レディーの楽曲のみに限定したトリビュート・アルバム。2009年12月16日にポニーキャニオンからリリースされた。
阿久悠プロジェクト・プロデューサー山崎一稔の『歌鬼 (Ga-Ki) 〜阿久 悠トリビュート〜』（2008年ユニバーサルミュージック）、『歌鬼2 〜阿久 悠 vs.フォーク』 （2009年ユニバーサルミュージック）に続く第3弾の企画アルバムである。
阿久悠の名は「悪友」からきていて、悪友とは、親友との意味もあるので、ピンク・レディーという悪友であり、親友でもある二人をイメージしてできたタイトルが「Bad Friends」と名づけられた。ジャケット（アクリル画）と挿絵は小松美羽が描いた。
当初は2009年8月19日に発売予定だったが、一度中止となっていた。そのため規格品番もPCCA-2971（この時点ではDVD付初回盤の発売も予定されており、そちらはPCCA-2970）からPCCA-3069に変更されている。

## 収録曲
1. UFO - 土屋アンナ&夏木マリ
2. 渚のシンドバッド - 渡り廊下走り隊
3. サウスポー - チェキッ娘
4. モンスター - 高橋優&柳沢なな
5. ペッパー警部 - 来栖あつこ&宮内知美
6. ウォンテッド (指名手配) - Miz&Shiho（Fried Pride）
7. ジパング - シュークリームシュ（米米CLUB）
8. カメレオン・アーミー - 尾崎亜美&大貫亜美（PUFFY）
9. S・O・S - 堀ちえみ&山咲トオル
10. カルメン'77 - 久宝留理子&杏子（ex.バービーボーイズ）
11. 透明人間 - 茉奈 佳奈
12. 河原の石川五右衛門 - 簪（かんざし・渡り廊下走り隊と未唯mieのユニット）　　
（大瀧詠一による、渚のシンドバッドの替え歌）特別収録曲